# Provinciile Republicii Guineea Ecuatorială
Statul Guineea Ecuatorială este împărțit în două regiuni (nu au caracter administrativ) și 7 provincii, considerate unități administrative de gradul I. La rândul lor, acestea se împart în districte.

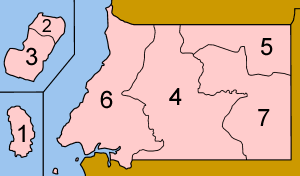
Provinciile statului

## Regiuni
- Regiunea Insulară
- Regiunea Continentală

## Provincii
| Nume                  | Reședința           |
| --------------------- | ------------------- |
| Provincia Annobón     | San Antonio de Palé |
| Provincia Bioko Norte | Malabo              |
| Provincia Bioko Sur   | Luba                |
| Provincia Centro Sur  | Evinayong           |
| Provincia Kié-Ntem    | Ebebiyín            |
| Provincia Litoral     | Bata                |
| Provincia Wele-Nzas   | Mongomo             |